# Андреев, Сергей Сергеевич (теннисист)
Сергей Сергеевич Андреев (25 апреля 1923, Москва — 18 января 1995, там же) — советский теннисист и теннисный тренер, заслуженный мастер спорта СССР (1963), заслуженный тренер СССР (1970). 12-кратный чемпион СССР в различных разрядах, в том числе 6 раз в одиночном разряде (1952, 1954—1958), абсолютный чемпион Спартакиады народов СССР 1956 года. Капитан мужской сборной СССР в Кубке Дэвиса и женской сборной СССР в Кубке Федерации. Член Зала российской теннисной славы (2005).

## Биография
Сергей Андреев родился в Москве в 1923 году и начал играть в теннис в 14 лет. Принимал участие в Великой Отечественной войне, был ранен; в 1944 году награждён медалью «За боевые заслуги», в 1945 году — орденом Красной Звезды (позже, в 1957 году, награждён также орденом «Знак Почёта», а в 1988 году орденом Отечественной войны 2-й степени).
По словам Ларисы Преображенской, долгое время игравшей с ним в смешанном парном разряде, Андреев добился высоких результатов самостоятельно, без помощи тренера. Он долгое время оставался мастером игры с задней линии, но на четвёртом десятке лет жизни освоил и выходы к сетке, понимая, что без них не сможет побеждать. После этого его завершающий удар справа у сетки даже получил собственное название «андреевская хлопушка». В командных соревнованиях Андреев представлял спортобщество «Спартак» и сборную Москвы. С 1952 по 1958 годы он 12 раз выигрывал чемпионат СССР по теннису в разных разрядах; шесть побед одержал в одиночном разряде (в 1952 и с 1954 по 1958 годы), в мужском парном разряде побеждал в 1954, 1956, 1957 и 1958 годах (первые два титула с Семёном Белицем-Гейманом, последние два — с Николаем Озеровым), в смешанном парном разряде — в 1954 (с Клавдией Борисовой) и 1956 году (с Преображенской); также многократно становился финалистом чемпионатов СССР во всех разрядах с 1948 по 1960 год. В 1954 и 1956 годах — абсолютный чемпион СССР (победитель во всех трёх разрядах); кроме того, в 1956 году Андреев стал абсолютным чемпионом Спартакиады народов СССР, неоднократно выигрывал чемпионаты Москвы и первенства ДСО «Спартак». В 1963 году удостоен звания «Заслуженный мастер спорта СССР».
Хотя, по словам Преображенской, Андреев не любил делиться игровыми наработками, в начале 1960-х годов он был назначен на пост старшего тренера сборной СССР. Назначение стало для него одновременно признанием его способностей и фактическим окончанием игровой карьеры: руководство советского тенниса не было готово к тому, чтобы тренеры молодых игроков сборной соревновались с ними в чемпионатах страны. Преображенская вспоминала, что в матче смешанных пар против молодых Анны Дмитриевой и Сергея Лихачёва они с Андреевым уверенно вели в счёте, когда он внезапно начал играть намного хуже, и связывала этот эпизод с нежеланием демонстрировать, что тренер обыгрывает своих подопечных. Кроме того, дополнительные трудности в тренерской карьере Андреева возникали из-за того, что сборную они тренировали совместно с Белиц-Гейманом, исповедовавшим совершенно противоположный стиль игры: если Андреев акцентировал игру на задней линии, то Белиц-Гейман требовал от игроков при первой возможности выходить к сетке.
Мужская сборная СССР провела под руководством Андреева 33 матча в Кубке Дэвиса в период с 1962 по 1973 год. В 1970 году Сергей Андреев получил звание «Заслуженный тренер СССР». Одновременно, в 1968 году, он возглавлял и женскую сборную в Кубке Федерации, где она под его руководством провела три матча. С этой должности Андреев был уволен после того, как в ходе поездки с женской сборной в Италию у него в поезде украли сумку с деньгами и паспортами всех членов команды. Позднее, в 1980-е годы, он тренировал грузинскую теннисистку Лейлу Месхи, часто летая к ней в Тбилиси.
Семейное положение : состоял в браке с Грипост Верой Анатольевной (22.09.1929-26.08.2008).
Сергей Андреев умер в январе 1995 года, на 72-м году жизни. Похоронен на Ваганьковском кладбище в Москве. В 2005 году его имя было включено в списки Зала российской теннисной славы.

## Награды
- Орден «Знак Почёта» (27.04.1957) — «за успехи, достигнутые в деле развития массового физкультурного движения в стране, повышения мастерства советских спортсменов, и успешное выступление на международных соревнованиях»